# Adelascopora
Adelascopora är ett släkte av mossdjur. Adelascopora ingår i familjen Microporellidae.
Kladogram enligt Catalogue of Life:
| Adelascopora | \| \| Adelascopora jeqolqa \| \| \| \| \| \| Adelascopora secunda \| \| \| \| \| \| Adelascopora stellifera \| \| \| \| |
|              | \| \| Adelascopora jeqolqa \| \| \| \| \| \| Adelascopora secunda \| \| \| \| \| \| Adelascopora stellifera \| \| \| \| |
|              | Calloporina |
|              | |
|              | Chronocerastes |
|              | |
|              | Diporula |
|              | |
|              | Fenestrulina |
|              | |
|              | Flustramorpha |
|              | |
|              | Microporella |
|              | |
|              | Microporelloides |
|              | |
|              | Pseudoadelascopora |
|              | |
|              | Tenthrenulina |
|              | |
|              | Adelascopora jeqolqa |
|              | |
|              | Adelascopora secunda |
|              | |
|              | Adelascopora stellifera                                                                                                 |
|              | |

|  | Adelascopora jeqolqa    |
|  |                         |
|  | Adelascopora secunda    |
|  |                         |
|  | Adelascopora stellifera |
|  |                         |